# Carl Weinbrenner
Carl Weinbrenner, auch Karl Weinbrenner oder Karel Weinbrenner (* 15. Oktober 1856 in Brünn; † 1. Jänner 1942 in Prag) war ein österreichisch-tschechischer Architekt.

## Leben
Carl Weinbrenner besuchte die Deutsche Technische Hochschule in Brünn, ab 1877 studierte er in Wien an der Technischen Universität die Abteilung Bauschule, der späteren Fakultät für Architektur. Im Jahr 1881 legte er die erste Staatsprüfung ab. Im Folgejahr suchte er bereits um Zulassung zur zweiten an. Im Jahr 1882 bewarb er sich um die Stelle als Assistent an der TU für antike Baukunst unter Karl König. Er erhielt die Stelle und ist im Vorlesungsverzeichnis 1883/84 als Assistent angeführt. Während der Jahre 1881 bis 1883 studierte er an der Akademie der Bildenden Künste Wien bei Friedrich von Schmidt.
Im Jahr 1884 trat er in die Dienste des Fürsten von Liechtenstein, wo er Leiter des Bauamtes in Eisgrub wurde. Markant für seine Bauten ist die Verwendung von farbigen Klinker und Dachziegeln der Fürstlich Liechtenstein’schen Thon- und Ziegelwaarenfabrik in Unterthemenau. An der am 5. Oktober 1895 in Eisgrub gegründeten Höheren Obst- und Gartenbauschule unterrichtete Weinbrenner bis zu seinem Wechsel an die Deutsche Technische Hochschule die Fächer Perspektive (und Schattentechnik) und Baulehre (Kunstgeschichte). Nach seinem Abgang wurde Baulehre in Eisgrub nicht mehr unterrichtet. In den Jahren 1909/10 bis 1926 lehrte er an der Deutschen Technischen Hochschule in Prag mittelalterliche (sakrale) Baukunst. Mehrmals wurde er auch zum Dekan gewählt. Er trat zwar 1926 in den Ruhestand, war allerdings bis zum Jahr 1938/1939 Mitglied der Prüfungskommission für die zweite Architektur-Staatsprüfung.
Am 1. Jänner 1942 starb Karl Weinbrenner in Prag, am 7. Jänner wurde sein Leichnam in Leitmeritz, dem heutigen Litoměřice in Nordböhmen zu Grabe getragen.

## Realisierungen
- Zahlreiche Kirchen, wie die Pfarrkirche in Landshut 1890 in Mähren, in Thomigsdorf 1895–1898 in Böhmen, die Spitalskirche in Feldsberg 1899
- 1900/1901 Kirche Dobermannsdorf
- 1904/1905 Elisabethkirche in Mistelbach
- 1905/1906 Dorfkirche Erdpreß
- 1905/1908 Pfarrkirche Katzelsdorf bei Bernhardsthal
- 1912 Pfarrkirche Bullendorf
- Klosterspital der Barmherzigen Schwestern (1888/89) samt Nebengebäude in Eisgrub; Umbau des Spitals der Barmherzigen Brüder (1890–92) in Feldsberg.
- Fassadengestaltung der Aufnahmsgebäude der Bahnhöfe Unterthemenau (Poštorná) und Eisgrub (Lednice) der Lokalbahn Lundenburg–Eisgrub (1901).[1]
- Neben zahlreichen Forsthäusern baute er ebenso zahlreiche Häuser für Arbeiter in den Meierhöfen und für Gärtner im Dienste des Fürsten.

### Bildergalerie

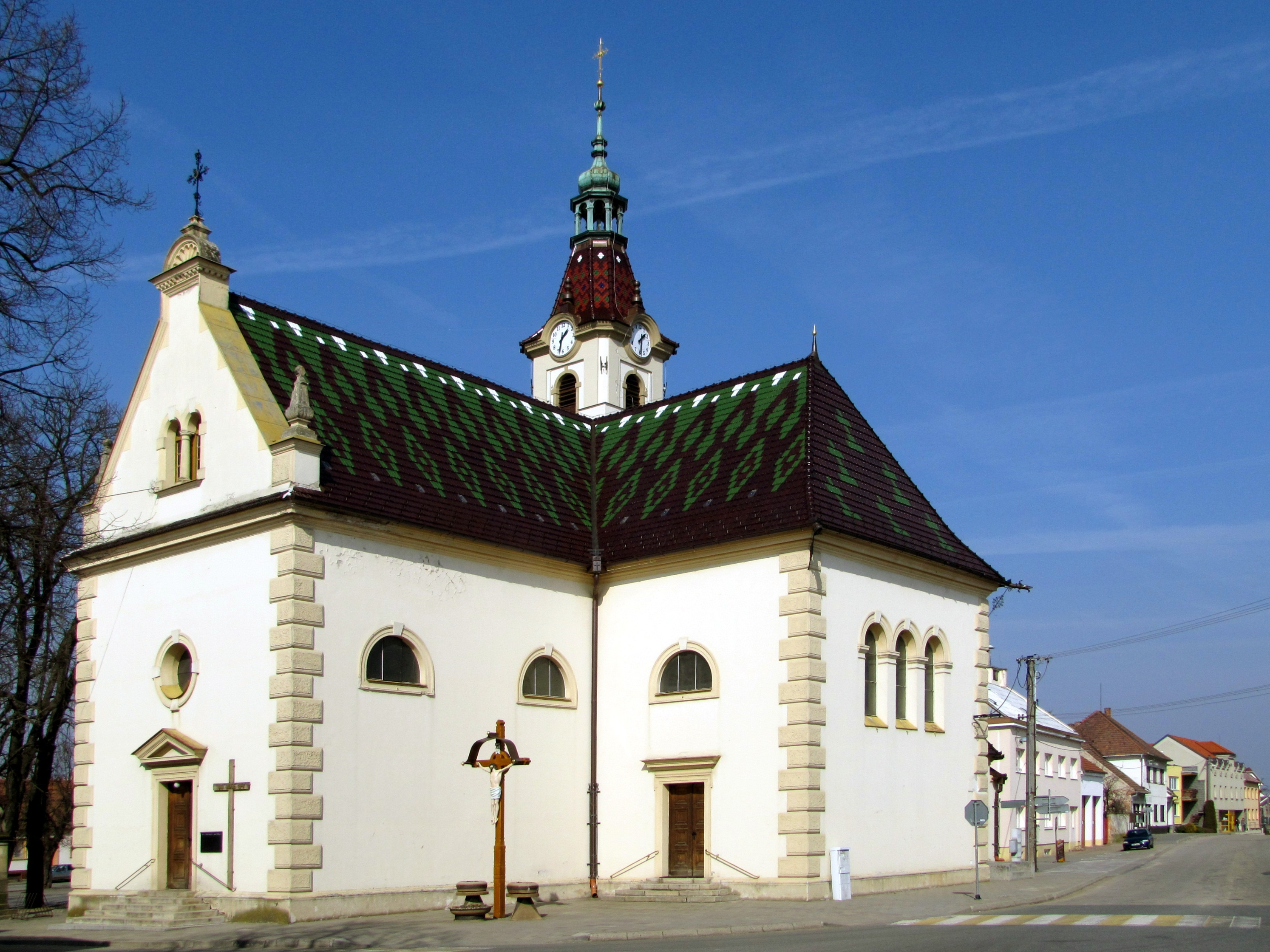
Pfarrkirche in Landshut, Mähren (1892/93)
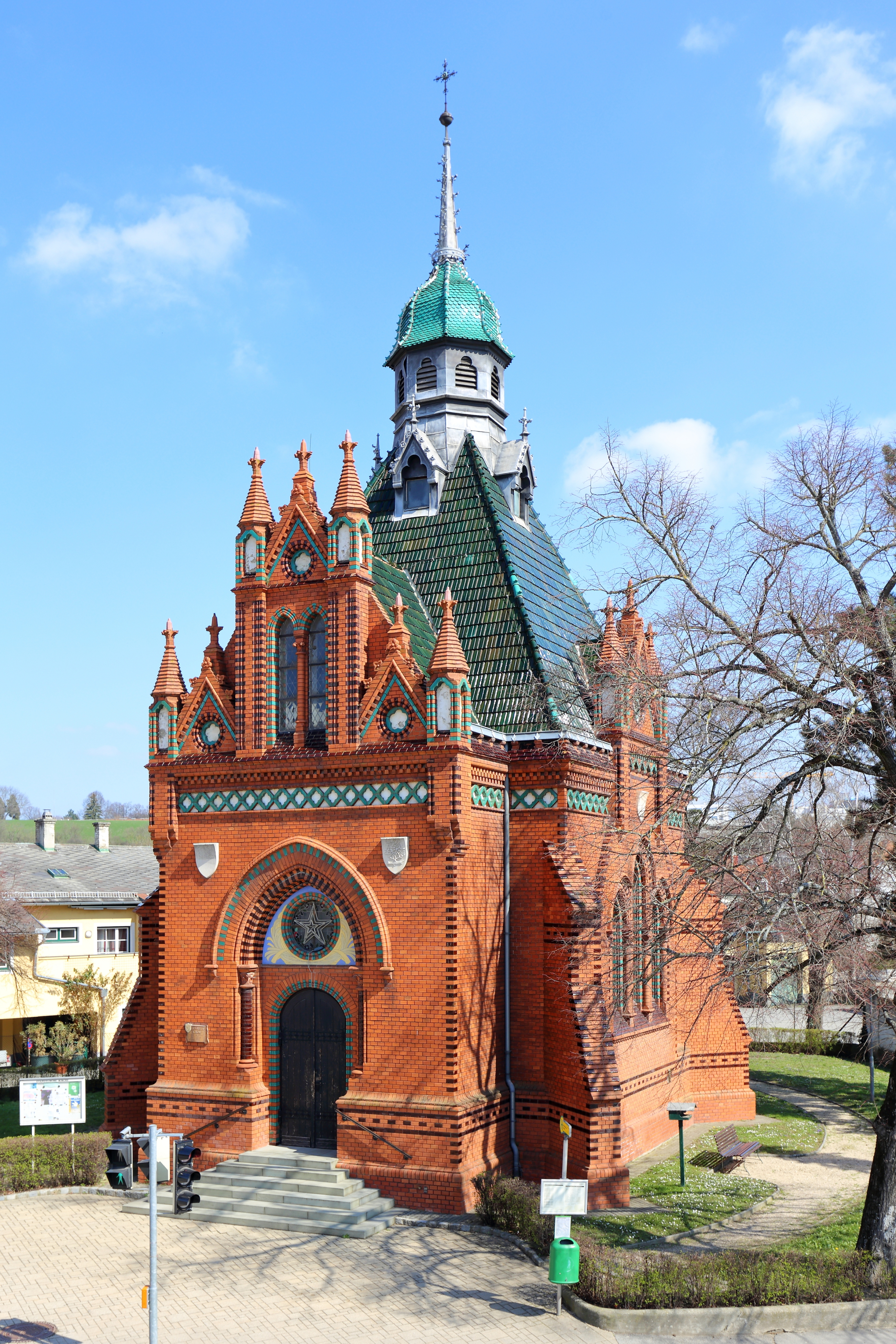
Evangelische Pfarrkirche in Mistelbach, NÖ (1904/05)
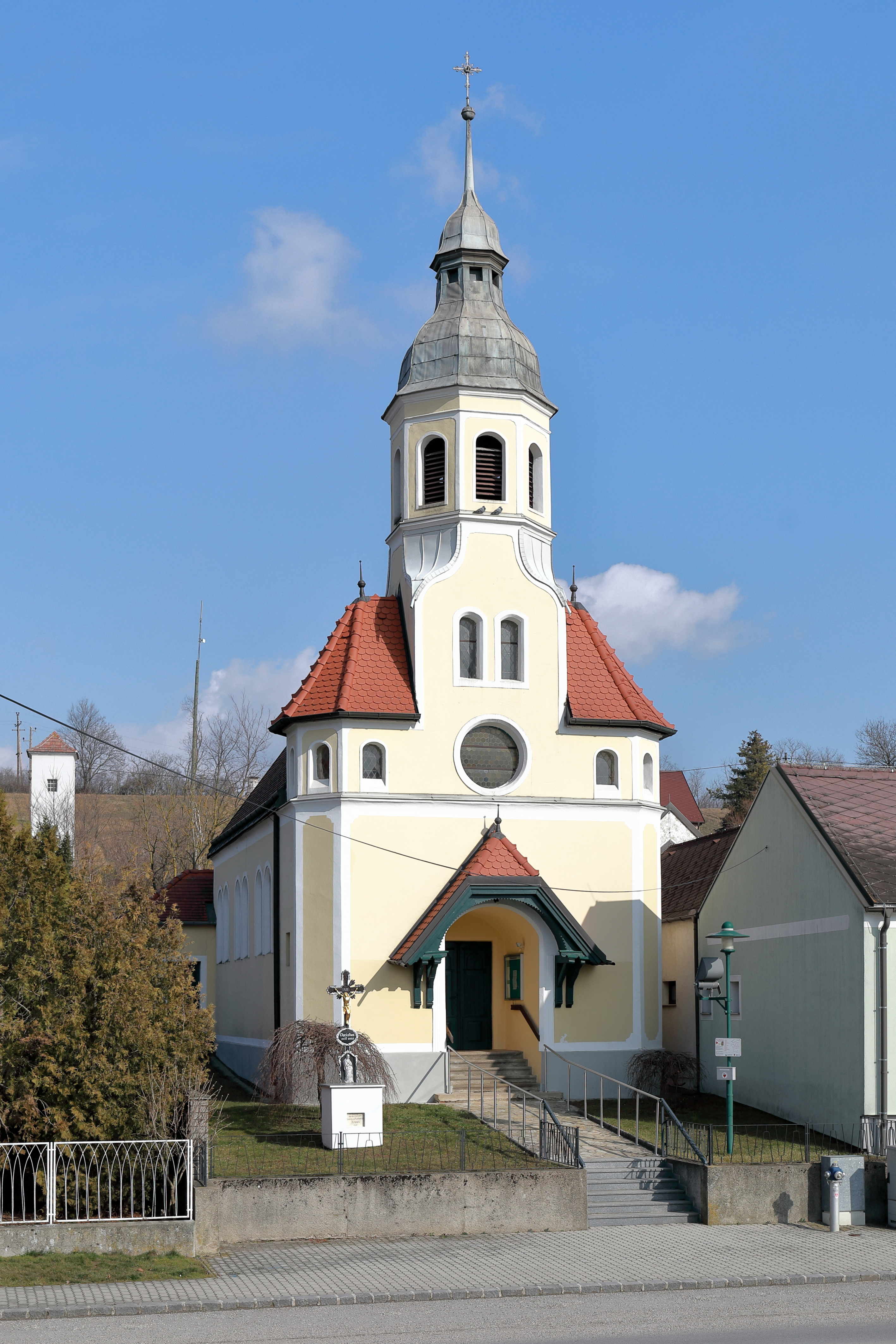
Ortskapelle in Erdpreß, NÖ (1905/06)
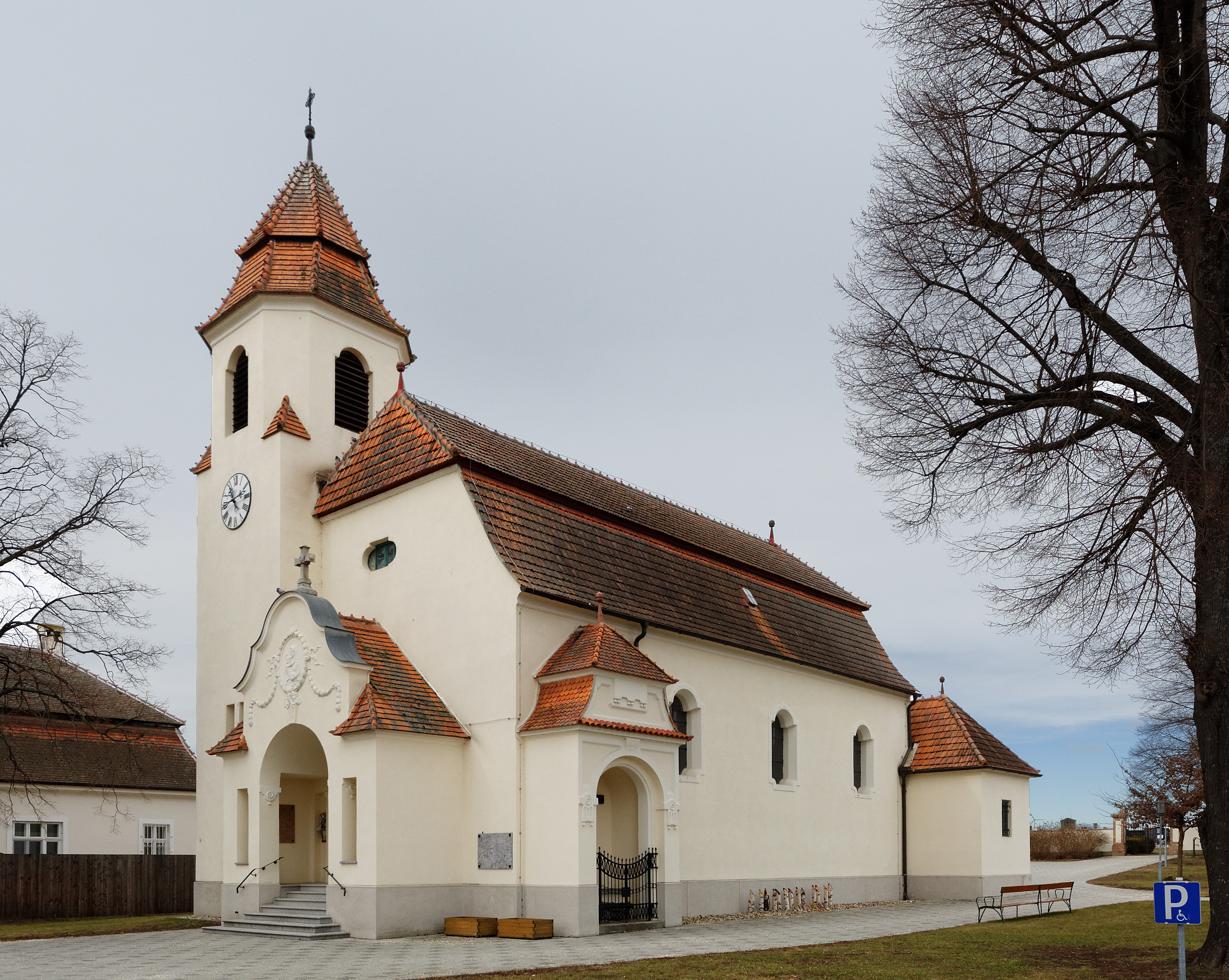
Pfarrkirche Bullendorf, NÖ (1912)

## Auszeichnungen
- 1898 mit dem k.u.k. Zivil-Verdienstkreuz in Gold mit Krone ausgezeichnet.
- 1908 wurde ihm anlässlich der Fertigstellung und Weihe der Pfarrkirche Katzelsdorf bei Bernhardsthal das Ritterkreuz des päpstlichen St. Gregor-Ordens verliehen, die ehemalige Gemeinde Katzelsdorf ernannte ihn zum Ehrenbürger.